# Communauté de communes du pays de Valençay
Pour les articles homonymes, voir Pays de Valençay.
Ne doit pas être confondu avec Pays de Valençay (GRP).
La communauté de communes du pays de Valençay (CCPV) est une ancienne structure intercommunale française, située dans le département de l'Indre, en région Centre-Val de Loire.
Le 1er janvier 2014, elle a fusionné avec la communauté de communes du pays d'Écueillé pour former la communauté de communes Écueillé - Valençay.

## Histoire
- 19 décembre 1994 : création de la communauté de communes.
- 10 mars 2004 : modification des statuts.
- 16 novembre 2006 : modification des statuts.
- 19 novembre 2007 : modification des statuts.
- 31 décembre 2013 : disparition de la CDC.

## Territoire communautaire

### Géographie
La communauté de communes se trouvait dans le nord du département et disposait d'une superficie de 332,1 km2.
Elle s'étendait sur les 10 communes du canton de Valençay.

### Composition
Les communes de la CDC étaient : Faverolles-en-Berry, Fontguenand, Langé, Luçay-le-Mâle, Lye, Valençay (siège), La Vernelle, Veuil, Vicq-sur-Nahon et Villentrois.

### Démographie
| 1994  | 1999  | 2006  | 2010  | 2013  |
| ----- | ----- | ----- | ----- | ----- |
| 9 386 | 8 628 | 8 437 | 8 327 | 8 481 |

## Administration

### Liste des présidents
| Période          | Période          | Identité      | Étiquette | Qualité           |
| ---------------- | ---------------- | ------------- | --------- | ----------------- |
| 19 décembre 1994 | 31 décembre 2013 | Claude Doucet | UMP       | Maire de Valençay |

### Compétences
Les compétences de la communauté de communes étaient :
- l'aménagement de l'espace ;
- le développement et l'aménagement économique ;
- le développement et l'aménagement social et culturel ;
- l'environnement ;
- le logement et l'habitat ;
- la voirie.